# Марун, Наим
Наим Марун Филью (порт. Nahim Marun Filho; род. 9 июня 1962) — бразильский пианист и музыкальный педагог.
Учился в Бразилии у Исабель Моран, затем окончил Маннес-колледж в США (1995) под руководством Гранта Джоханнесена. Занимался в мастер-классах Магды Тальяферро и Джерома Роуза, изучал теорию музыки и контрапункт у Ханса Иоахима Кёльройтера. Лауреат ряда бразильских музыкальных премий и конкурсов.
С 1998 года преподаёт в Университете штата Сан-Паулу. В 2007 году защитил докторскую диссертацию «Фортепианная техника Иоганнеса Брамса» (порт. A Técnica para Piano de Johannes Brahms). В 2011 году на основе диссертации выпустил монографию, посвящённую сборнику Брамса «51 упражнение для фортепиано» (порт. Técnica avançada para pianistas. Conceitos e relações técnico-musicais nos 51 exercícios para piano de Johannes Brahms).
Выступает преимущественно как пропагандист бразильского репертуара. Записал альбом неизданных фортепианных миниатюр Энрике Освальда (2015), альбом «Скрипичная музыка Бразилии» (2001, со скрипачом Клаудиу Крусом), двойной альбом вокальных произведений Клаудиу Санторо (2020, с баритоном Паулу Сотом).